# DIAMO
DIAMO, státní podnik je česká firma se sídlem ve Stráži pod Ralskem, která se specializuje na zahlazování následků hornické činnosti po těžbě uranu, rud a části uhelného hornictví v České republice. Ve stávající podobě vznikl k 1. červenci 1988. Jedná se však o státní, respektive národní podnik s dlouhou tradicí. Původní těžební důlní podnik se specializací na těžbu uranové rudy byl založen v roce 1946 a nesl název Jáchymovské doly. V roce 1955, respektive 1956, byl po reorganizaci přejmenován na Ústřední správa výzkumu a těžby radioaktivních surovin (ÚSVTRS). Od roku 1967 existoval pod označením Československý uranový průmysl (ČSUP). Stávající název DIAMO, s. p., je odvozen z názvu sloučeniny diuranát amonný, podnikem produkované jako uranový koncentrát.

## Historie

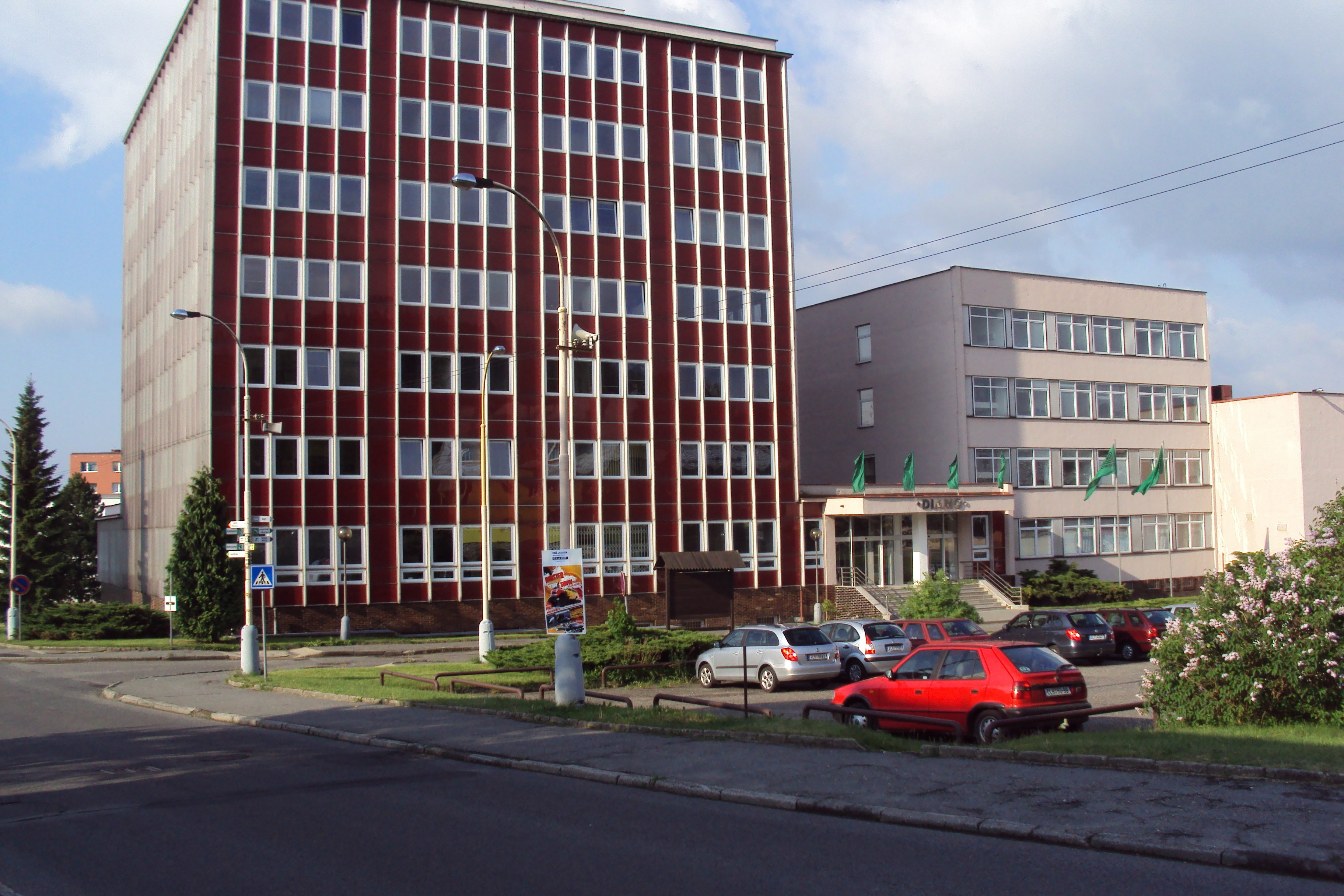
Budova vedení podniku Diamo ve Stráži pod Ralskem

Původní národní podnik Jáchymovské doly byl založen v roce 1946. Podnik byl podřízen Ústřednímu ředitelství čs. dolů v rámci Ministerstva průmyslu. Fakticky ale vedení podniku plně podléhalo požadavkům Stálé smíšené československo-sovětské komise v Praze.
V letech 1955–1956 byl podnik Jáchymovské doly, n. p., restrukturalizován a místo něj zformována Ústřední správa výzkumu a těžby radioaktivních surovin (ÚSVTRS) s osmi organizačními jednotkami pro těžbu a zpracování uranu, stavební a strojírenskou činnost. Ředitelství zůstávalo v Jáchymově. Teprve v roce 1960 došlo k přemístění do Příbrami, kam se postupně přesunula většina těžby.
V roce 1967 byl stávající název ÚSVTRS změněn na Československý uranový průmysl (ČSUP). Podnik byl podřízen Ministerstvu hornictví. V roce 1976 byla zřízena státní hospodářská organizace Československý uranový průmysl, koncern, Příbram. K 1. červenci 1988 byl pak založen státní podnik ČSUP, koncern, Příbram. Byl to dříve koncern Příbram, včetně všech jeho koncernových podniků a koncernových účelových organizací.
Dne 19. října 1989 přijala vláda Československa usnesení o útlumovém programu těžby uranu a související činnosti. Na základě tohoto rozhodnutí došlo k rozsáhlé restrukturalizaci uranového průmyslu, doprovázené značným omezením všech aktivit včetně výroby uranového koncentrátu a privatizací činností nesouvisejících přímo s těžbou a zpracováním uranové rudy. Následně pak bylo v roce 1991 ředitelství ČSUP přestěhováno do Stráže pod Ralskem. V souvislosti s restrukturalizací výrobní a hospodářské činnosti uranového průmyslu došlo i k řadě organizačních změn. Po rozdělení ČSFR se státní podnik DIAMO stal právním nástupcem ČSUP a vlastníkem podnikových zařízení zařízení ČSUP na území České republiky.
Od začátku devadesátých let 20. století docházelo k postupné transformaci od těžební činnosti k činnosti ozdravné s cílem významně se podílet na řešení následků útlumu hornictví v České republice.
Kromě řešení následků po těžbě uranové rudy se v roce 2001 stal státní podnik DIAMO nástupnickou organizací státního podniku Rudné doly Příbram, který spravoval všechna rudná ložiska v České republice a jehož součástí byly i Jihomoravské lignitové doly a Rosické uhelné doly.

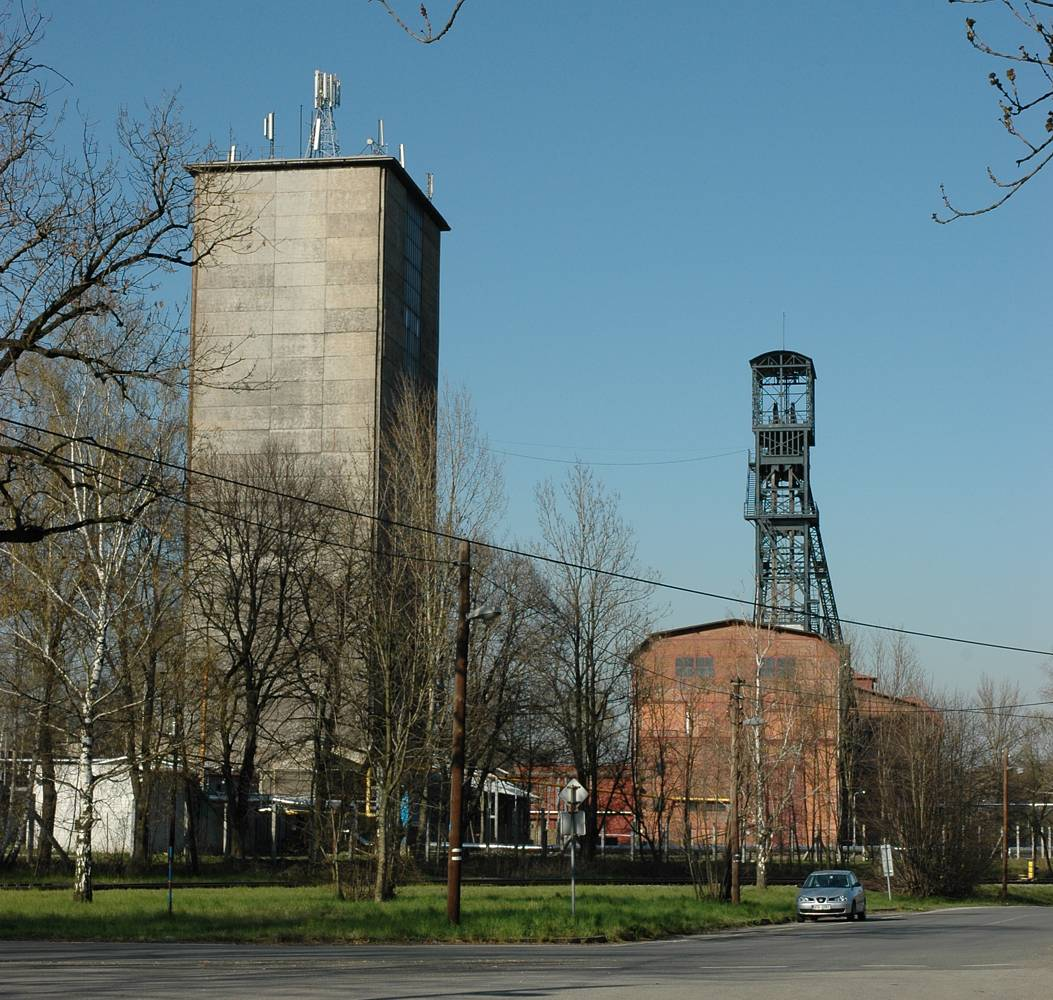
Důl Žofie spravovaný společností DIAMO

V roce 2002 převzal státní podnik DIAMO útlumovou část Ostravsko-karvinských dolů. Mimo hornictví se také podílí na likvidaci průmyslových odpadů. Již od roku 1997 zajišťuje správu ropných lagun bývalého státního podniku Ostramo Ostrava, kde jsou převážně uloženy odpady z rafinérské výroby a z regenerace upotřebených mazacích olejů. Podnik má sedm odštěpných závodů:
- Těžba a úprava uranu, o. z., Stráž pod Ralskem
- GEAM, o. z., Dolní Rožínka
- Správa uranových ložisek, o. z., Příbram
- ODRA, o. z., Ostrava[5]
- HBZS, o. z., Ostrava
- Darkov, o. z., Karviná
- PKÚ, o. z., Chlumec

V roce 2014 podnik zaměstnával 2700 lidí a jeho ředitel Tomáš Rychtařík oznámil, že zaměstná po dohodě s Úřady práce 40 lidí.
K 1. lednu 2022 byl do podniku začleněn Palivový kombinát Ústí zabývající se revitalizacemi po těžbě uhlí.

## Zatajování toxického odpadu
V únoru 2024 vyšlo najevo, že na území rozsáhlé haldy po dobývání uhlí v Ostravě se stále nachází téměř 100 tisíc tun usazenin obsahujících toxické látky, které měly být podle dokumentace již dříve odstraněny. Státní podnik Diamo čelí podezření ze strany úřadů, že dlouhodobě utajoval informace o závažném ekologickém problému spojeném s velkým množstvím toxických odpadů z uhlí v Ostravě. Úřady odhalily, že téměř 100 tisíc tun takových kalů zůstává na území stohektarové haldy, včetně přibližně čtyř tisíc tun materiálu, který je oficiálně označen za karcinogenní. Z kalů se navíc v minulosti vyráběl materiál pro stavbu silnic, což vyvolalo obavy o jeho možné kontaminaci. Celou situaci nyní vyšetřují Česká inspekce životního prostředí a Moravskoslezský kraj.

## Činnosti společnosti
- Sanační práce, odstraňování následků po hornické činnosti – po těžbě a úpravě rud uranu, barevných kovů a uhlí.
- Technická a biologická rekultivace devastovaných pozemků po likvidaci vlastní těžební činnosti.
- Hornické činnosti a činnosti prováděné hornickým způsobem, zejména těžba, úprava a zpracování radioaktivních nerostů.
- Výzkum, vyhledávání, průzkum, těžba, úprava a zpracování radioaktivních nerostů a ostatních užitkových surovin, včetně přepracování dodaných surovin.
- Výkon zeměměřických činností.
- Výzkumné a průzkumné hydrogeologické práce a speciální práce související se zabezpečováním vodního hospodářství.
- Provádění inženýrských a průmyslových staveb s technickou vybaveností, včetně prací prováděných hornickým způsobem, mimo činností koncesovaných živností.
- Postupný odprodej nehornických provozů a hledání výrobních činností po ukončení likvidačních prací.

Koncepce provádění likvidačních a sanačních prací vychází z jednotlivých usnesení vlády a pro jednotlivé lokality je konkretizována technickými projekty likvidace a sanace. Zahlazování následků po průzkumu, těžbě a úpravě uvedených surovin je prováděno v souladu s přísnými požadavky na ochranu a tvorbu životního prostředí.
Nedílnou součástí zahlazování následků po těžebních a s nimi souvisejících činnostech je sociální program, spočívající ve správě a výplatě obligatorních sociálně zdravotních dávek jak současným, tak bývalým zaměstnancům státního podniku DIAMO, včetně všech organizací, pro něž se stal státní podnik nástupnickou organizací.

### Hospodaření
I přes přijaté dotace řádech miliard Kč je společnost dlouhodobě ve ztrátě. K 31. prosinci 2017 měl podnik 2 235 zaměstnanců. V roce 2016 činil čistý obrat firmy 3,34 miliardy korun, avšak ztráta v témže roce představovala 166,7 milionu korun.
| Ukazatel       | 2016             | 2015             | 2014             | 2013             | 2012             | 2011             |
| -------------- | ---------------- | ---------------- | ---------------- | ---------------- | ---------------- | ---------------- |
| Tržby          | 681 422 000 Kč   | 394 963 000 Kč   | 730 515 000 Kč   | 861 891 000 Kč   | 882 150 000 Kč   | 950 463 000 Kč   |
| Provozní zisk  | −147 570 000 Kč  | −434 311 000 Kč  | 1 218 000 Kč     | 3 082 000 Kč     | 22 308 000 Kč    | 7 773 500 Kč     |
| Čistý zisk     | −166 738 000 Kč  | −435 938 000 Kč  | −1 935 000 Kč    | −57 055 000 Kč   | 23 007 000 Kč    | −8 446 000 Kč    |
| Přijaté dotace | 2 865 653 000 Kč | 3 703 704 000 Kč | 2 900 159 000 Kč | 2 949 223 000 Kč | 3 913 619 471 Kč | 4 979 828 000 Kč |
| Aktiva         | 4 447 149 000 Kč | 5 773 330 000 Kč | 4 108 662 000 Kč | 4 827 984 000 Kč | 6 219 839 000 Kč | 3 883 042 000 Kč |

### Rozsah těžby
Po roce 2007 se těžba a úprava uranových rud pohybovala kolem 300 tun uranu ročně z jediného hlubinného dolu Rožná v okrese Žďár nad Sázavou. Těžba, která zde byla umožněna usnesením vlády č. 586 ze dne 23. května 2007 byla definitivně ukončena k dubnu 2017. Dne 18. prosince 2018 provedli kriminalisté z Národní centrály proti organizovanému zločinu (NCOZ) ve státním podniku Diamo zásah, vyšetřování se údajně mělo týkat veřejné soutěže na výkup pozemků v oblasti Cínovce určených pro budoucí těžbu lithia.